# Кубок Македонії з футболу 1998—1999
Кубок Македонії з футболу 1998–1999 — 7-й розіграш кубкового футбольного турніру в Македонії. Титул вдруге поспіль здобув Вардар.

## 1/4 фіналу
| Команда 1          | Заг. | Команда 2               | 1-й матч | 2-й матч |
| ------------------ | ---- | ----------------------- | -------- | -------- |
| 10/17 березня 1999 |      |                         |          |          |
| Цементарниця 55    | 2:3  | Вардар                  | 2:2      | 0:1      |
| Побєда (Прилеп)    | 3:1  | Македонія Гьорче Петров | 2:0      | 1:1      |
| Осогово            | 0:5  | Слога Югомагнат         | 0:2      | 0:3      |
| Работнічкі         | 1:3  | Сілекс                  | 1:0      | 0:3      |

## 1/2 фіналу
| Команда 1        | Заг.         | Команда 2 | 1-й матч | 2-й матч |
| ---------------- | ------------ | --------- | -------- | -------- |
| 7/21 квітня 1999 |              |           |          |          |
| Побєда (Прилеп)  | 5:5 (ч)      | Вардар    | 4:2      | 1:3      |
| Слога Югомагнат  | 0:0 пен. 3:1 | Сілекс    | 0:0      | 0:0      |

## Фінал
| 22 травня 1999 |

| Вардар                 | 2:0      | Слога Югомагнат |
| ---------------------- | -------- | --------------- |
| Трайчев 68' Шакірі 90' | Протокол |                 |

| Градський стадіон, Скоп'є Глядачів: 14 000 Арбітр: Любомир Крстевський |